# 徐盈路駅
座標: 北緯31度10分49.7秒 東経121度14分57.5秒 / 北緯31.180472度 東経121.249306度
徐盈路駅（じょえいろえき）は中華人民共和国上海市青浦区に位置する上海地下鉄17号線の駅である。

## 駅構造

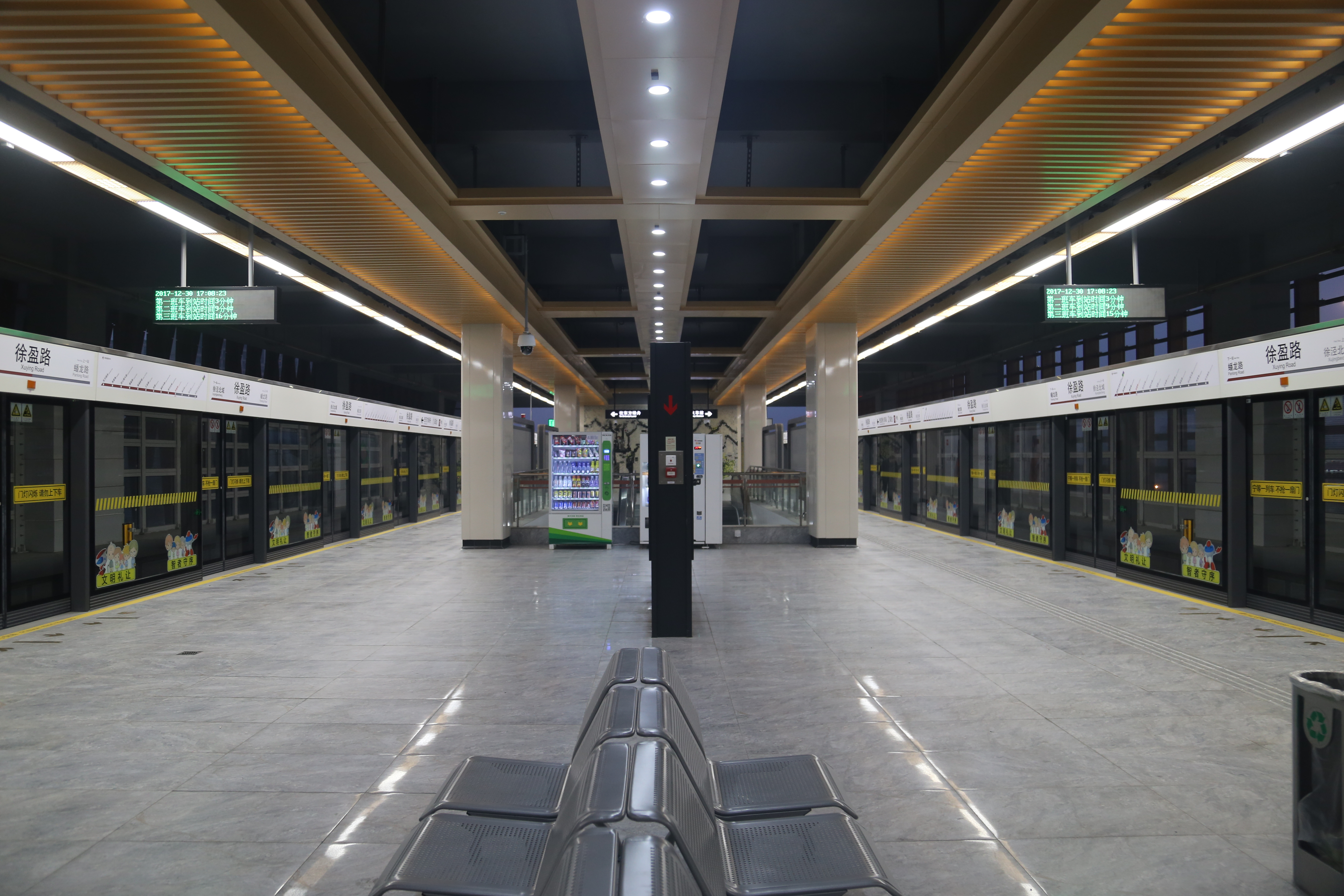
ホーム

島式ホーム1面2線の地下駅。

## 歴史
- 2017年12月30日 - 開業。

## 隣の駅
上海軌道交通
■17号線
蟠龍路駅 - 徐盈路駅 - 徐涇北城駅